# 都柏林人
《都柏林人》（Dubliners）是愛爾蘭籍作家詹姆斯·喬伊斯於1914年出版的一本短篇小說集，包含了15篇故事，另有五篇只定了題目，卻未能寫出。前三篇寫童年，青年、成年、公務員時期則各四篇。最後一篇〈往生者〉篇幅最長，也最著名。喬伊斯本人最喜歡〈會議室裡的常春藤日〉〈護花使者〉，〈阿拉比〉則是公認的傑作。
研究愛爾蘭文學的國立臺灣師範大學莊坤良教授曾提到《都柏林人》的寫作基本上是一部「愛爾蘭的道德史」，目的是要「提供一面鏡子，叫愛爾蘭人好好看清楚自己的真實面貌」。

## 短篇故事

### 姐妹倆（The Sisters）
敘事者的忘年之交弗林神父（Father Flynn）三次中風，死於“麻痺”。敘事者一家前往致祭，慰問神父的兩個女兒。識字不多的兩姊妹說及父親生前最後時日的事蹟，原來神父不僅肉体“麻痺”，精神上亦已“麻痺”。

### 偶遇（An Encounter）
被西部小說挑起冒險精神的敘事者與同學相約逃學，途中偶遇奇怪的陌生人。陌生人誤以為敘事者不喜歡女生，因此做了些噁心的事，又對敘事者反覆提及渴切鞭打小男孩。

### 阿拉比（Araby）
愛翻故紙堆的敘事者對玩伴的姊姊充滿熱情。姊姊想去周末的阿拉比市集但被教會事務絆住。敘事者應允去一趟並買東西給她。因等待而心神不寧數日後，敘事者在周末請求舅舅晚上帶他去阿拉比，漫不經心的舅舅答應後又遺忘，太晚到家。敘事者拿了錢後急忙趕赴阿拉比，市集卻已即將收攤，全場黑暗靜默，敘事者找不到東西可買。待市集熄燈打烊後，敘事者在一片漆黑中徹底敗興，恼羞成怒。

### 伊夫琳（Eveline）
受不了父親專制的少女伊夫琳打算和男友私奔，期間既憶起家裡曾有過的甜蜜，也注意到父親的蒼老，但仍然想逃。直到上船前最後一刻，對未知的恐懼完全壓倒了追求幸福的熱情。

### 賽車之後（After the Race）
在賽車中贏得佳績的四人組賽後沒日沒夜的狂歡。出身一般的大學生吉米（Jimmy Doyle）試圖參與一班富少的社交，在麻醉性的歡樂中，輸到連自己都不知道輸掉多少錢，直到天亮。

### 護花使者（Two Gallants）
浪蕩街頭的兩名損友沿路閒聊後約定稍後碰面，因為其中一位要與女友約會。粗野的可林（Corley）夸夸其談，炫示自己對女人如何無往不利。混吃混喝的連罕（Lenehan）期盼能找到好女人改善生活，但仍巴望著朋友的旁門左道奏效。

### 寄宿家庭（The Boarding House）
與好吃懶做的丈夫離婚後，摩尼（Moorney）女士經營出租公寓謀生，人員往來複雜。年方十九的女兒波莉（Polly）好與租客打情罵俏，終與杜蘭（Doran）先生歡愛。摩尼女士成竹在胸，決心趁此良機把女兒嫁出去；杜蘭先生舉棋不定，心知並非良緣，但事關社會觀感，已難以挽回或逃避；波莉頭腦簡單，憧憬未來卻看不清前景。

### 一抹微雲（A Little Cloud）
小錢德勒（Little Chandler）在知名酒館與見過世面的老友蓋勒（Ignatius Gallaher）會面，聽他自我吹噓國外的放浪生活。在會面的前後都想及自已總未成形的文學夢（literary dreams），反襯出當下生活中的暮氣沉沉。在妻子出門時讀拜倫，卻被自家嬰兒哭聲打斷。他難以終章，又哄不停嬰兒，心情慌張，直到妻子回家搶過嬰兒，留他在一旁陰影中悔恨流淚。

### 一對一（Counterparts）
窩囊的文員華林頓（Farrington）在辦公室開小差，遭上司責罵後起衝突。下班後當了手錶上酒館與酒友喝酒吹噓。飲宴無度下花光了錢，與人比腕力又輸了，怒火中燒又不得一醉。回家後屋內漆黑，老婆不在，晚餐沒有，遂以爐火熄滅為由責打小孩。無計可施的小孩僅能為爸爸唸誦萬福瑪麗亞以求饒。

### 泥土（Clay）
人緣極好的瑪麗亞（Maria）造訪視她為真正母親的養子喬（Joe），與他一家人共渡萬聖節。想為另個養子艾爾菲與喬講和不成，依習俗摸碟中物時摸到「一團濕軟的東西」（暗示即題目所言的泥土，寓意不祥）。唱老歌給大家聽，引動懷舊情緒，所以沒人指出她唱錯了。

### 憾事一樁（A Painful Case）
生活嚴謹枯燥一成不變的杜飛（Duffer）先生於劇院中偶遇西寧可船長夫人（Sinico）母女。其後再三巧遇時，終於開始約會。甚至到她家作客。西寧可船長只以為他是為女兒而來。杜飛在這段戀情中感受到精神提昇，但被夫人的情不自禁所驚嚇，兩人協議分手。四年後，恢復原有生活的杜飛在報端讀到夫人死訊，因私自跨越鐵軌而喪生輪下，而她兩年前開始酗酒。杜飛一開始以既有的嚴苛思索此事，但隨著一再回味當年情，他漸漸明白是自己的態度置她於死。他感到真正的孤獨。

### 會議室裡的常春藤日（Ivy Day in the Committee Room）
在常春藤日，即愛爾蘭的無冕王巴內爾（Charles Parnell）逝世紀念日上，一群政治人在競選總部會議室內邊飲酒邊臧否人物，似乎一切問題都歸結到經費不足。直到有人誦讀紀念巴內爾的詩作，眾人方由酒意中振作。

### 一位母親（A Mother）
卡內女士（Kearney）為女兒凱莉（Kathleen）簽約參與音樂會。無奈音樂會票房慘澹，主辦單位臨時削減場次。卡內女士堅持依照合約領取全部酬勞，主辦方不願承擔損失，在場代表又遇事推諉，卡內以拒演為籌碼極力爭取，主辦方大驚失色，反責備卡內有失風範，雙方在後台鬧得不可開交。

### 神的恩典（Grace）
走下坡的柯南先生（Kernan）在酒館爛醉摔傷，酒友踪影全無。他的一群好友助他重新振作，將話題帶到教宗，並慫恿出自英國國教世家的他到天主教堂聽取神父佈道。神父藉路路加福音中的商業收支法則訓喻教友們取得精神與良心上的平衡，與上帝同在。

### 往生者（The Dead）
賈柏瑞（Gabriel Conroy）教授和葛瑞塔（Gretta）夫妻參加朋友的年度舞會，與一大群朋友共享盛宴。賈柏瑞在一眾賓客中最孚眾望，演說引領大家唱歌喝采，唯被一心愛國的艾佛斯小姐說成「假英國人」而深感不快。臨別前見到其妻凝神諦聽民謠。回家路上，賈柏瑞一心想著其妻之間的情愫。直到最後，葛瑞塔壓抑不住，吐露所聽到的民謠引她想起年輕時因她而早逝的戀人。賈柏瑞始而氣怒，繼而釋懷，終於覺得對妻子的瞭解更深一層，因而更加愛她。

## 外部連結
- Dubliners全中譯文[永久]